# شارون مگوایر
شارون مگوایر (انگلیسی: Sharon Maguire) کارگردان اهل ولز است که با فیلمِ خاطرات بریجت جونز در سال ۲۰۰۱ معروف شد.
مگوایر در آبریستویث به دنیا آمد و همان جا به دانشگاه رفت و در رشتهٔ زبان انگلیسی و نمایشنامه‌نویسی تحصیل کرد. او تحصیلات خود را در رشتهٔ روزنامه‌نگاری در دانشگاه سیتی لندن پی گرفت و در بی‌بی‌سی مشغول به کار شد.